# ELF 2021
Die ELF 2021 war die erste Saison der European League of Football, einer professionalisierten Liga für American Football. An der Liga nahmen acht Mannschaften aus Deutschland, Polen und Spanien teil. Die Saison begann am 19. Juni 2021 und endete mit dem ELF Championship Game am 26. September 2021. Sieger wurde Frankfurt Galaxy, die im Finale in Düsseldorf die Hamburg Sea Devils mit 32:30 bezwangen.

## Saisonverlauf
Im April 2021 veröffentlichte die ELF den Spielplan der ersten Saison sowie die Einteilung in die zwei Divisionen North und South. Am 19. Juni 2021 18 Uhr fand in Breslau der erste Kickoff der ELF statt. Die gastgebenden Panthers besiegten die Cologne Centurions mit 55:39. 
In der Division North setzten sich die Hamburg Sea Devils mit sechs Siegen in den ersten sechs Spielen rasch an die Spitze und mussten erst in den letzten vier Spielen drei Niederlagen hinnehmen. Die Leipzig Kings konnten nach vier Niederlagen in den ersten fünf Spielen mit vier Siegen in Folgen noch an die Playoffs herankommen. Am letzten Spieltag standen sich dann Panthers und Kings im entscheidenden Spiel gegenüber. Die Polen zogen mit 21:13 ins Halbfinale ein. Dort unterlagen sie den Sea Devils knapp mit 27:30.
Die Frankfurt Galaxy verlor am ersten Spieltag gegen die Sea Devils. Dann jedoch folgten neun Siege in Folge, so dass sich die Galaxy souverän an den ersten Platz der Division South setzte. Um den zweiten Platz sah es anfangs nach einem Duell zwischen Centurions und Stuttgart Surge aus. Ab dem fünften Spiel begann die Surge jedoch eine Niederlagenserie, die erst 2023 enden sollte. Im Halbfinale in Frankfurt standen sich damit Galaxy und Centurions gegenüber, wobei die Frankfurter das Spiel klar für sich entscheiden konnten.
Am 26. September 2021 fand das erste Finale der ELF vor 22.000 Zuschauern in der Merkur Spiel-Arena in Düsseldorf statt. In einem engen Spiel setzte sich Frankfurt Galaxy mit 32:30 gegen Hamburg Sea Devils durch. Eine Woche später fand ein All-Star-Game zwischen den ELF-All-Stars und einer US-Auswahl statt.

## Teilnehmer und Modus
| Thunder |

| Galaxy |

| Sea Devils |

| Kings |

| Surge |

| Centurions |

| Panthers |

| Dragons |

Für die erste Saison wurden acht Mannschaften angekündigt, sechs aus Deutschland (Hamburg, Berlin, Frankfurt, Stuttgart, Ingolstadt und Hildesheim/Hannover) und eine aus Polen (Panthers Wrocław), ein weiterer Platz blieb vorerst noch offen. Im Dezember 2020 wurden mit den Ingolstadt Praetorians und den German Knights 1367 Niedersachsen (in Hildesheim bzw. Hannover) die ersten Teams vorgestellt. Kurz darauf kamen die Gladiators Football aus der Nähe von Barcelona hinzu. Im März 2021 gab die ELF bekannt, dass sie die Namensrechte an den Teams der ehemaligen NFL Europe erhalten hatte, die von den Teams aus Berlin, Frankfurt, Hamburg und Barcelona übernommen wurden. Im selben Monat wurden die Verhandlungen mit den Franchises in Ingolstadt, Hildesheim/Hannover und Berlin beendet, als Ersatz wurden eine neue Organisation in Berlin sowie Teams in Köln und Leipzig vorgestellt.
Die acht Mannschaften waren in zwei regionale Divisions North und South eingeteilt. Jede Mannschaft spielte zweimal gegen jede Mannschaft der eigenen Division sowie gegen zwei Teams der anderen Division und absolvierte damit insgesamt zehn Spiele. Die beiden besten Mannschaften jeder Division qualifizierten sich für das Halbfinale.
| Mannschaft         | Standort          | Stadion                             | Kapazität      | Head Coach                                       |
| Division North     | Division North    | Division North                      | Division North | Division North                                   |
| ------------------ | ----------------- | ----------------------------------- | -------------- | ------------------------------------------------ |
| Berlin Thunder     | Berlin            | Friedrich-Ludwig-Jahn-Sportpark (*) | 19.708         | Jag Bal                                          |
| Panthers Wrocław   | Breslau           | Olympiastadion Breslau              | 11.000         | Kuba Samel                                       |
| Hamburg Sea Devils | Hamburg           | Stadion Hoheluft                    | 08.000         | Ted Daisher (bis 6. Juli 2021) Andreas Nommensen |
| Leipzig Kings      | Leipzig           | Alfred-Kunze-Sportpark              | 04.999         | Fred Armstrong                                   |
| Division South     |                   |                                     |                |                                                  |
| Frankfurt Galaxy   | Frankfurt am Main | PSD Bank Arena                      | 12.542         | Thomas Kösling                                   |
| Cologne Centurions | Köln              | Südstadion (+)                      | 11.748         | Kirk Heidelberg                                  |
| Barcelona Dragons  | Reus              | Estadi Municipal de Reus            | 04.700         | Adam Rita                                        |
| Stuttgart Surge    | Stuttgart         | Gazi-Stadion auf der Waldau         | 11.408         | Martin Hanselmann                                |

## Regular Season

### Übersicht
| ↓ Heim Auswärts →  | Division North | Division North | Division North | Division North | Division South | Division South | Division South | Division South |
| ↓ Heim Auswärts →  | BTH            | HSD            | LKG            | WPA            | BDR            | CCE            | FGY            | SRG            |
| ------------------ | -------------- | -------------- | -------------- | -------------- | -------------- | -------------- | -------------- | -------------- |
| Berlin Thunder     | •              | 20:28          | 27:37          | 26:45          | 19:03          | •              | •              | 40:19          |
| Hamburg Sea Devils | 44:06          | •              | 17:18          | 24:30          | 22:17          | •              | 17:15          | •              |
| Leipzig Kings      | 37:24          | 00:55          | •              | 13:21          | •              | 47:48          | •              | 49:23          |
| Panthers Wrocław   | 35:12          | 23:26          | 54:28          | •              | •              | 55:39          | 07:36          | •              |
| Barcelona Dragons  | 48:16          | 14:32          | •              | •              | •              | 60:51          | 14:22          | 17:21          |
| Cologne Centurions | •              | •              | 24:42          | 33:31          | 40:12          | •              | 20:41          | 19:09          |
| Frankfurt Galaxy   | •              | 35:09          | •              | 22:13          | 42:22          | 45:07          | •              | 57:03          |
| Stuttgart Surge    | 00:38          | •              | 27:24          | •              | 12:30          | 23:39          | 20:42          | •              |

### Spielplan
Der Spielplan für die erste Saison der ELF wurde am 20. April 2021 bekanntgegeben.
| Woche 1       | Woche 1 | Woche 1            | Woche 1 | Woche 1            |
| Datum         | Div.    | Heimteam           | Erg.    | Auswärtsteam       |
| ------------- | ------- | ------------------ | ------- | ------------------ |
| 19. Juni 2021 | South   | Barcelona Dragons  | 17:21   | Stuttgart Surge    |
| 19. Juni 2021 | ID      | Panthers Wrocław   | 55:39   | Cologne Centurions |
| 20. Juni 2021 | ID      | Hamburg Sea Devils | 17:15   | Frankfurt Galaxy   |
| 20. Juni 2021 | North   | Berlin Thunder     | 27:37   | Leipzig Kings      |

| Woche 2       | Woche 2                            | Woche 2                            | Woche 2                            | Woche 2                            |
| Datum         | Div.                               | Heimteam                           | Erg.                               | Auswärtsteam                       |
| ------------- | ---------------------------------- | ---------------------------------- | ---------------------------------- | ---------------------------------- |
| 26. Juni 2021 | North                              | Panthers Wrocław                   | 54:28                              | Leipzig Kings                      |
| 27. Juni 2021 | South                              | Cologne Centurions                 | 40:12                              | Barcelona Dragons                  |
| 27. Juni 2021 | South                              | Stuttgart Surge                    | 20:42                              | Frankfurt Galaxy                   |
| Spielfrei     | Berlin Thunder, Hamburg Sea Devils | Berlin Thunder, Hamburg Sea Devils | Berlin Thunder, Hamburg Sea Devils | Berlin Thunder, Hamburg Sea Devils |

| Woche 3      | Woche 3 | Woche 3           | Woche 3 | Woche 3            |
| Datum        | Div.    | Heimteam          | Erg.    | Auswärtsteam       |
| ------------ | ------- | ----------------- | ------- | ------------------ |
| 3. Juli 2021 | ID      | Barcelona Dragons | 14:32   | Hamburg Sea Devils |
| 4. Juli 2021 | ID      | Frankfurt Galaxy  | 22:13   | Panthers Wrocław   |
| 4. Juli 2021 | ID      | Berlin Thunder    | 40:19   | Stuttgart Surge    |
| 4. Juli 2021 | ID      | Leipzig Kings     | 47:48   | Cologne Centurions |

| Woche 4       | Woche 4                             | Woche 4                             | Woche 4                             | Woche 4                             |
| Datum         | Div.                                | Heimteam                            | Erg.                                | Auswärtsteam                        |
| ------------- | ----------------------------------- | ----------------------------------- | ----------------------------------- | ----------------------------------- |
| 11. Juli 2021 | South                               | Cologne Centurions                  | 20:41                               | Frankfurt Galaxy                    |
| 11. Juli 2021 | ID                                  | Stuttgart Surge                     | 27:24                               | Leipzig Kings                       |
| 11. Juli 2021 | North                               | Hamburg Sea Devils                  | 44:06                               | Berlin Thunder                      |
| Spielfrei     | Barcelona Dragons, Panthers Wrocław | Barcelona Dragons, Panthers Wrocław | Barcelona Dragons, Panthers Wrocław | Barcelona Dragons, Panthers Wrocław |

| Woche 5       | Woche 5                             | Woche 5                             | Woche 5                             | Woche 5                             |
| Datum         | Div.                                | Heimteam                            | Erg.                                | Auswärtsteam                        |
| ------------- | ----------------------------------- | ----------------------------------- | ----------------------------------- | ----------------------------------- |
| 17. Juli 2021 | South                               | Frankfurt Galaxy                    | 42:22                               | Barcelona Dragons                   |
| 18. Juli 2021 | North                               | Berlin Thunder                      | 26:45                               | Panthers Wrocław                    |
| 18. Juli 2021 | North                               | Leipzig Kings                       | 00:55                               | Hamburg Sea Devils                  |
| Spielfrei     | Cologne Centurions, Stuttgart Surge | Cologne Centurions, Stuttgart Surge | Cologne Centurions, Stuttgart Surge | Cologne Centurions, Stuttgart Surge |

| Woche 6       | Woche 6                         | Woche 6                         | Woche 6                         | Woche 6                         |
| Datum         | Div.                            | Heimteam                        | Erg.                            | Auswärtsteam                    |
| ------------- | ------------------------------- | ------------------------------- | ------------------------------- | ------------------------------- |
| 24. Juli 2021 | North                           | Panthers Wrocław                | 23:26                           | Hamburg Sea Devils              |
| 24. Juli 2021 | ID                              | Barcelona Dragons               | 48:16                           | Berlin Thunder                  |
| 25. Juli 2021 | South                           | Stuttgart Surge                 | 23:39                           | Cologne Centurions              |
| Spielfrei     | Frankfurt Galaxy, Leipzig Kings | Frankfurt Galaxy, Leipzig Kings | Frankfurt Galaxy, Leipzig Kings | Frankfurt Galaxy, Leipzig Kings |

| Woche 7        | Woche 7 | Woche 7            | Woche 7 | Woche 7           |
| Datum          | Div.    | Heimteam           | Erg.    | Auswärtsteam      |
| -------------- | ------- | ------------------ | ------- | ----------------- |
| 31. Juli 2021  | ID      | Hamburg Sea Devils | 22:17   | Barcelona Dragons |
| 1. August 2021 | North   | Leipzig Kings      | 37:24   | Berlin Thunder    |
| 1. August 2021 | ID      | Cologne Centurions | 33:31   | Panthers Wrocław  |
| 1. August 2021 | South   | Frankfurt Galaxy   | 57:03   | Stuttgart Surge   |

| Woche 8        | Woche 8                          | Woche 8                          | Woche 8                          | Woche 8                          |
| Datum          | Div.                             | Heimteam                         | Erg.                             | Auswärtsteam                     |
| -------------- | -------------------------------- | -------------------------------- | -------------------------------- | -------------------------------- |
| 7. August 2021 | South                            | Barcelona Dragons                | 60:51                            | Cologne Centurions               |
| 8. August 2021 | ID                               | Frankfurt Galaxy                 | 35:09                            | Hamburg Sea Devils               |
| 8. August 2021 | ID                               | Leipzig Kings                    | 49:23                            | Stuttgart Surge                  |
| Spielfrei      | Berlin Thunder, Panthers Wrocław | Berlin Thunder, Panthers Wrocław | Berlin Thunder, Panthers Wrocław | Berlin Thunder, Panthers Wrocław |

| Woche 9         | Woche 9                           | Woche 9                           | Woche 9                           | Woche 9                           |
| Datum           | Div.                              | Heimteam                          | Erg.                              | Auswärtsteam                      |
| --------------- | --------------------------------- | --------------------------------- | --------------------------------- | --------------------------------- |
| 14. August 2021 | North                             | Berlin Thunder                    | 20:28                             | Hamburg Sea Devils                |
| 15. August 2021 | ID                                | Panthers Wrocław                  | 07:36                             | Frankfurt Galaxy                  |
| 15. August 2021 | South                             | Stuttgart Surge                   | 12:30                             | Barcelona Dragons                 |
| Spielfrei       | Cologne Centurions, Leipzig Kings | Cologne Centurions, Leipzig Kings | Cologne Centurions, Leipzig Kings | Cologne Centurions, Leipzig Kings |

| Woche 10        | Woche 10                          | Woche 10                          | Woche 10                          | Woche 10                          |
| Datum           | Div.                              | Heimteam                          | Erg.                              | Auswärtsteam                      |
| --------------- | --------------------------------- | --------------------------------- | --------------------------------- | --------------------------------- |
| 21. August 2021 | ID                                | Cologne Centurions                | 24:42                             | Leipzig Kings                     |
| 22. August 2021 | ID                                | Berlin Thunder                    | 19:03                             | Barcelona Dragons                 |
| 22. August 2021 | North                             | Hamburg Sea Devils                | 24:30                             | Panthers Wrocław                  |
| Spielfrei       | Frankfurt Galaxy, Stuttgart Surge | Frankfurt Galaxy, Stuttgart Surge | Frankfurt Galaxy, Stuttgart Surge | Frankfurt Galaxy, Stuttgart Surge |

| Woche 11        | Woche 11 | Woche 11           | Woche 11 | Woche 11         |
| Datum           | Div.     | Heimteam           | Erg.     | Auswärtsteam     |
| --------------- | -------- | ------------------ | -------- | ---------------- |
| 28. August 2021 | South    | Barcelona Dragons  | 14:22    | Frankfurt Galaxy |
| 29. August 2021 | North    | Panthers Wrocław   | 35:12    | Berlin Thunder   |
| 29. August 2021 | North    | Hamburg Sea Devils | 17:18    | Leipzig Kings    |
| 29. August 2021 | South    | Cologne Centurions | 19:09    | Stuttgart Surge  |

| Woche 12          | Woche 12                              | Woche 12                              | Woche 12                              | Woche 12                              |
| Datum             | Div.                                  | Heimteam                              | Erg.                                  | Auswärtsteam                          |
| ----------------- | ------------------------------------- | ------------------------------------- | ------------------------------------- | ------------------------------------- |
| 5. September 2021 | ID                                    | Stuttgart Surge                       | 00:38                                 | Berlin Thunder                        |
| 5. September 2021 | North                                 | Leipzig Kings                         | 13:21                                 | Panthers Wrocław                      |
| 5. September 2021 | South                                 | Frankfurt Galaxy                      | 45:07                                 | Cologne Centurions                    |
| Spielfrei         | Barcelona Dragons, Hamburg Sea Devils | Barcelona Dragons, Hamburg Sea Devils | Barcelona Dragons, Hamburg Sea Devils | Barcelona Dragons, Hamburg Sea Devils |

Legende: Spiele der Division North,
Spiele der Division South,
Spiele zwischen den Divisionen (Interdivision)

### Tabellen
|    | Team               | Sp. | S | N | SQ  | P+  | P−  | Diff. | DIV | Serie |
| -- | ------------------ | --- | - | - | --- | --- | --- | ----- | --- | ----- |
| 1. | Hamburg Sea Devils | 10  | 7 | 3 | 0,7 | 274 | 178 | 0+96  | 4:2 | 2N    |
| 2. | Panthers Wrocław   | 10  | 6 | 4 | 0,6 | 314 | 259 | 0+55  | 5:1 | 3S    |
| 3. | Leipzig Kings      | 10  | 5 | 5 | 0,5 | 295 | 320 | 0−25  | 3:3 | 1N    |
| 4. | Berlin Thunder     | 10  | 3 | 7 | 0,3 | 228 | 296 | 0−68  | 0:6 | 1S    |

|    | Team               | Sp. | S | N | SQ  | P+  | P−  | Diff. | DIV | Serie |
| -- | ------------------ | --- | - | - | --- | --- | --- | ----- | --- | ----- |
| 1. | Frankfurt Galaxy   | 10  | 9 | 1 | 0,9 | 357 | 132 | +225  | 6:0 | 9S    |
| 2. | Cologne Centurions | 10  | 5 | 5 | 0,5 | 320 | 365 | 0−45  | 3:3 | 1N    |
| 3. | Barcelona Dragons  | 10  | 3 | 7 | 0,3 | 237 | 277 | 0−40  | 2:4 | 2N    |
| 4. | Stuttgart Surge    | 10  | 2 | 8 | 0,2 | 157 | 355 | −198  | 1:5 | 6N    |

Legende:

Qualifikation für Play-offs.

Abkürzungen:

Sp. absolvierte Spiele, Siege, Niederlagen, SQ Siegquote, P+ erzielte Punkte, P− gegnerische Punkte, Diff. Punktdifferenz, DIV Sieg-Niederlagen-Verhältnis innerhalb der Division, Serie Gewonnene/verlorene Spiele in Folge.

### Spieler- und Trainerentlassungen
Am 28. Juni 2021 entließen die Stuttgart Surge ihren Quarterback Jacob Wright, nachdem es im Spiel gegen Frankfurt Galaxy zu einem rassistischen Zwischenfall gekommen war. Jacob Wright wurde außerdem von der Liga für die komplette Saison gesperrt.
Am 6. Juli 2021 wurde der Headcoach der Hamburg Sea Devils, Ted Daisher, entlassen. Nach Abschluss der regulären Saison entließ Berlin Thunder seinen Headcoach Jag Bal. Am 4. Oktober gaben die Cologne Centurions bekannt, dass Kirk Heidelberg aus beruflichen und familiären Verpflichtungen sein Amt als Cheftrainer nach der Saison abgab.
Darüber hinaus verließen im Laufe der Saison diverse Defense- bzw. Offense-Koordinatoren und Positions-Trainer ihre Teams.

## Play-offs
|  | Division Finals | Division Finals    | Division Finals |  |  | ELF Championship Game | ELF Championship Game | ELF Championship Game |
|  |                 |                    |                 |  |  |                       |                       |                       |
|  |                 |                    |                 |  |  |                       |                       |                       |
|  | S1              | Frankfurt Galaxy   | 36              |  |  |                       |                       |                       |
|  | S2              | Cologne Centurions | 6               |  |  |                       |                       |                       |
|  |                 |                    |                 |  |  | S1                    | Frankfurt Galaxy      | 32                    |
|  |                 |                    |                 |  |  | N1                    | Hamburg Sea Devils    | 30                    |
|  | N1              | Hamburg Sea Devils | 30              |  |  |                       |                       |                       |
|  | N2              | Panthers Wrocław   | 27              |  |  |                       |                       |                       |
|  |                 |                    |                 |  |  |                       |                       |                       |

Für die Play-offs qualifizierten sich jeweils die zwei besten Teams beider Divisions. Die Halbfinals fanden am 11. und 12. September 2021 statt. Die Sieger der Semifinals qualifizierten sich für das erste ELF Championship Game am 26. September 2021.

### Halbfinale
|                                                |                                     | {{{Spiel}}}      |        |                    |  |                                                        |
| Frankfurt am Main 11. September 2021 14:45 Uhr |                                     | Frankfurt Galaxy | 36 : 6 | Cologne Centurions |  | PSD Bank Arena Zuschauer: 2.000 Referee: K. Walentynow |
| Frankfurt am Main 11. September 2021 14:45 Uhr | (14:0, 13:0, 6:0, 3:6) Spielbericht | Frankfurt Galaxy |        | Cologne Centurions |  | PSD Bank Arena Zuschauer: 2.000 Referee: K. Walentynow |

|                                      |                                      | {{{Spiel}}}        |         |                  |  |                                                      |
| Hamburg 12. September 2021 14:45 Uhr |                                      | Hamburg Sea Devils | 30 : 27 | Panthers Wrocław |  | Stadion Hoheluft Zuschauer: 2.200 Referee: T. Denker |
| Hamburg 12. September 2021 14:45 Uhr | (14:7, 0:7, 3:0, 13:13) Spielbericht | Hamburg Sea Devils |         | Panthers Wrocław |  | Stadion Hoheluft Zuschauer: 2.200 Referee: T. Denker |

### Championship Game
|                                         |                                       | ELF Championship Game 2021 |         |                    |  |                                                         |
| Düsseldorf 26. September 2021 14:45 Uhr |                                       | Frankfurt Galaxy           | 32 : 30 | Hamburg Sea Devils |  | Merkur Spiel-Arena Zuschauer: 22.000 Referee: M. Scholz |
| Düsseldorf 26. September 2021 14:45 Uhr | (0:7, 20:10, 0:10, 12:3) Spielbericht | Frankfurt Galaxy           |         | Hamburg Sea Devils |  | Merkur Spiel-Arena Zuschauer: 22.000 Referee: M. Scholz |

Das European League of Football Championship Game 2021 genannte Finale wurde in der Merkur Spiel-Arena in Düsseldorf vor mehr als 20.000 Zuschauern ausgetragen.
In einem engen Spiel setzten sich die Frankfurter mit 32:30 gegen die Sea Devils durch. Der Hamburger Kicker Phillip Friis Andersen (Special Teams Player of the Year) vergab dabei acht Sekunden vor Schluss ein Field-Goal-Versuch aus einer Entfernung von 61 Yards, nachdem er bereits beim Stand von 30:26 für Hamburg ein Field Goal links daneben geschossen hatte.  Zum MVP des Spiels wurde Galaxy Quarterback Jakeb Sullivan gekürt, der mit einem Rushing und vier Passing Touchdowns, sowie einem Pass zu einer erfolgreichen Two Point Conversion, an allen Punkten seines Teams beteiligt war und damit erheblichen Anteil am Sieg Frankfurts hatte. Beim letzten Two Point Conversion Versuch Frankfurts gelang es Hamburg zwar, den Ball zu erobern, nicht jedoch, ihn in die Frankfurter Endzone zu tragen. Wäre Hamburg eine defensive Two Point Conversion gelungen, wäre der Spielstand mit 32:32 ausgeglichen gewesen und eine Overtime möglich geworden.

#### Trivia
Im ersten ELF-Finale standen sich Teams derselben Namen gegenüber wie im letzten World Bowl der NFL Europe im Jahr 2007. Damals hatten die Hamburg Sea Devils mit 37:28 gegen die Frankfurt Galaxy die Oberhand behalten.

## All Star Game
Am 3. Oktober 2021 fand ein Spiel zwischen einem All-Star-Team der ELF und einer nationalen Auswahl der Vereinigten Staaten im Berliner Friedrich-Ludwig-Jahn-Sportpark statt. Die Auswahl der ELF-Mannschaft erfolgt aus allen acht Franchises und lässt sich mit dem Pro Bowl der NFL vergleichen. Die in der ELF geltende sogenannte Import-Regel, wonach lediglich vier US-Amerikaner pro Team erlaubt sind, wurde auch für das All Star Team angewandt.
Im All Star Game setzten sich die ELF All Stars mit 26:8 gegen das Team USA durch.

### All Stars 2021
| Position                        | Athleten (Team)              | Athleten (Team)             | Athleten (Team)          |
| ------------------------------- | ---------------------------- | --------------------------- | ------------------------ |
| Offense                         |                              |                             |                          |
| Quarterback                     | Jakeb Sullivan (FGY)         | Jan Weinreich (CCE)         | Salieu Ceesay (HSD)      |
| Runningback                     | Madre London (CCE)           | Philéas Pasqualini (WPA)    | Gerald Ameln (FGY)       |
| Wide Receiver                   | Anthony Mahoungou (FGY)      | Timothy Knüttel (LKG)       | Rémi Bertellin (BDR)     |
| Wide Receiver                   | Przemysław Banat (WPA)       | Jakub Mazan (WPA)           |                          |
| Tight End                       | Adrià Botella Moreno (HSD)   | Nicolai Schumann (BTH)      |                          |
| Fullback                        | Patrick Poetsch (CCE)        |                             |                          |
| Center                          | Robin Fensch (HSD)           | Joachim Christensen (FGY)   |                          |
| Guard                           | Timo Winter (HSD)            | Nick Wiens (CCE)            | Murilo Silva (WPA)       |
| Tackle                          | Fabian Kratz (CCE)           | Yannic Kiehl (FGY)          | Keanu Ebanks (HSD)       |
| Defense                         |                              |                             |                          |
| Linebacker                      | Wael Nasri (BTH)             | Sebastian Gauthier (FGY)    | Miguel Boock (HSD)       |
| Linebacker                      | Daniel Laporte (HSD)         | Sebastian Silva Gomez (FGY) | Hubert Ogrodowczyk (WPA) |
| Defensive End                   | Berend Grube (HSD)           | Vincent Buffet (LKG)        | Kyle Kitchens (LKG)      |
| Defensive Tackle                | Marc-Anthony Hor (FGY)       | Adedayo Odeleye (BTH)       | Evans Yeboah (HSD)       |
| Defensive Tackle                | Lance Leota (LKG)            |                             |                          |
| Cornerback                      | Justin Rogers (HSD)          | Marcel Dabo (SRG)           | Andy Vera (BDR)          |
| Cornerback                      | Louis Müller (HSD)           | Roedion Henrique (LKG)      |                          |
| Safety                          | Joshua Poznanski (FGY)       | Niko Lester (BDR)           | Goran Zec (WPA)          |
| Safety                          | Nick Wenzelburger (SRG)      |                             |                          |
| Special Teams                   |                              |                             |                          |
| Punter                          | Jacob Templar (LKG)          |                             |                          |
| Kicker                          | Phillip Friis Andersen (HSD) |                             |                          |
| Quelle: europeanleague.football |                              |                             |                          |

## Statistiken und Auszeichnungen

### MVP of the week
| Woche | Spieler             | Position      | Team               |
| ----- | ------------------- | ------------- | ------------------ |
| 1     | Lukas O'Connor      | Quarterback   | Panthers Wrocław   |
| 2     | Madre London        | Runningback   | Cologne Centurions |
| 3     | Seantavius Jones    | Wide Receiver | Berlin Thunder     |
| 4     | Jakeb Sullivan      | Quarterback   | Frankfurt Galaxy   |
| 5     | Justin Rogers       | Cornerback    | Hamburg Sea Devils |
| 6     | Jéan Constant       | Wide Receiver | Barcelona Dragons  |
| 7     | Madre London        | Runningback   | Cologne Centurions |
| 8     | Zach Edwards        | Quarterback   | Barcelona Dragons  |
| 9     | Joshua Poznanski    | Strong Safety | Frankfurt Galaxy   |
| 10    | Michael Birdsong    | Quarterback   | Leipzig Kings      |
| 11    | Madre London        | Runningback   | Cologne Centurions |
| 12    | Moritz Johannknecht | Quarterback   | Frankfurt Galaxy   |
| HF    | Jakeb Sullivan      | Quarterback   | Frankfurt Galaxy   |
| F     | Jakeb Sullivan      | Quarterback   | Frankfurt Galaxy   |

### Individuelle Statistiken
| Kategorie                             | Rang | Athlet                 | Position | Team               | Spiele 1 | Statistik |
| ------------------------------------- | ---- | ---------------------- | -------- | ------------------ | -------- | --------- |
| Passing                               |      |                        |          |                    |          |           |
| Yards                                 | 1.   | Lukas O'Connor         | QB       | Panthers Wrocław   | 10       | 2.879     |
| Yards                                 | 2.   | Zach Edwards           | QB       | Barcelona Dragons  | 10       | 2.514     |
| Touchdowns                            | 1.   | Michael Birdsong       | QB       | Leipzig Kings      | 07       | 24        |
| Touchdowns                            | 1.   | Lukas O'Connor         | QB       | Panthers Wrocław   | 10       | 24        |
| Komplettierungsquote                  | 1.   | Jakeb Sullivan         | QB       | Frankfurt Galaxy   | 09       | 66.16     |
| Komplettierungsquote                  | 2.   | Michael Birdsong       | QB       | Leipzig Kings      | 07       | 62.39     |
| Interceptions                         | 1.   | Lukas O'Connor         | QB       | Panthers Wrocław   | 10       | 11        |
| Interceptions                         | 1.   | Zach Edwards           | QB       | Barcelona Dragons  | 10       | 11        |
| QBR                                   | 1.   | Michael Birdsong       | QB       | Leipzig Kings      | 07       | 106.02    |
| QBR                                   | 2.   | Jakeb Sullivan         | QB       | Frankfurt Galaxy   | 10       | 105.96    |
| Rushing                               |      |                        |          |                    |          |           |
| Yards                                 | 1.   | Madre London           | RB       | Cologne Centurions | 09       | 2.009     |
| Yards                                 | 2.   | Jocques Crawford       | RB       | Berlin Thunder     | 10       | 1.057     |
| Laufversuche                          | 1.   | Madre London           | RB       | Cologne Centurions | 09       | 269       |
| Laufversuche                          | 2.   | Jocques Crawford       | RB       | Berlin Thunder     | 10       | 156       |
| Touchdowns                            | 1.   | Madre London           | RB       | Cologne Centurions | 09       | 22        |
| Touchdowns                            | 2.   | Jocques Crawford       | RB       | Berlin Thunder     | 10       | 07        |
| Receiving                             |      |                        |          |                    |          |           |
| Yards                                 | 1.   | Jéan Constant          | WR       | Barcelona Dragons  | 10       | 1.038     |
| Yards                                 | 2.   | Jakub Mazan            | WR       | Panthers Wrocław   | 10       | 793       |
| Receptions                            | 1.   | Jéan Constant          | WR       | Barcelona Dragons  | 10       | 74        |
| Receptions                            | 2.   | Przemysław Banat       | WR       | Panthers Wrocław   | 10       | 54        |
| Touchdowns                            | 1.   | Seantavius Jones       | WR       | Berlin Thunder     | 10       | 12        |
| Touchdowns                            | 1.   | Timothy Knüttel        | WR       | Leipzig Kings      | 10       | 12        |
| Kicking                               |      |                        |          |                    |          |           |
| Field Goals                           | 1.   | Phillip Friis Andersen | K        | Hamburg Sea Devils | 10       | 22        |
| Field Goals                           | 2.   | Tadhg Leader           | K        | Panthers Wrocław   | 05       | 08        |
| Längstes FG                           | 1.   | Phillip Friis Andersen | K        | Hamburg Sea Devils | 10       | 59        |
| Längstes FG                           | 2.   | Giorgio Tavecchio      | K        | Barcelona Dragons  | 06       | 56        |
| FG-Trefferquote 2                     | 1.   | Phillip Friis Andersen | K        | Hamburg Sea Devils | 10       | 84.62     |
| FG-Trefferquote 2                     | 2.   | Giorgio Tavecchio      | K        | Barcelona Dragons  | 06       | 66.67     |
| Extrapunkte                           | 1.   | Phillip Friis Andersen | K        | Hamburg Sea Devils | 10       | 28        |
| Extrapunkte                           | 2.   | Daniel Schuhmacher     | K        | Cologne Centurions | 10       | 21        |
| XP-Trefferquote 2                     | 1.   | Phillip Friis Andersen | K        | Hamburg Sea Devils | 10       | 93.33     |
| XP-Trefferquote 2                     | 2.   | Giorgio Tavecchio      | K        | Barcelona Dragons  | 06       | 80.00     |
| Defensive                             |      |                        |          |                    |          |           |
| Tackles                               | 1.   | Wael Nasri             | LB       | Berlin Thunder     | 10       | 141       |
| Tackles                               | 2.   | Myke Tavarres          | LB       | Barcelona Dragons  | 09       | 099       |
| Sacks                                 | 1.   | Kyle Kitchens          | DE       | Leipzig Kings      | 10       | 12,5      |
| Sacks                                 | 2.   | Jan-Phillip Bombek     | LB       | Hamburg Sea Devils | 07       | 11,0      |
| Interceptions                         | 1.   | Joshua Poznanski       | S        | Frankfurt Galaxy   | 10       | 5         |
| Interceptions                         | 1.   | Andy Vera              | CB       | Barcelona Dragons  | 08       | 5         |
| Interceptions                         | 1.   | Justin Rogers          | CB       | Hamburg Sea Devils | 10       | 5         |
| Quelle: stats.europeanleague.football |      |                        |          |                    |          |           |

### Zuschauerzahlen
Aufgrund unterschiedlicher Restriktionen aufgrund der COVID-19-Pandemie waren an den ersten Spieltagen nur begrenzte Zuschauerkapazitäten zulässig.
| Team               |         | Reguläre Saison | Reguläre Saison                   | Reguläre Saison                   | Reguläre Saison                   | Reguläre Saison                   | Reguläre Saison                   | Reguläre Saison                   | Reguläre Saison                   | Reguläre Saison                   | Reguläre Saison                   | Reguläre Saison                   | Reguläre Saison                   | Reguläre Saison                   | Reguläre Saison |        | Play-offs | Play-offs |
| Team               | Schnitt |                 | Heimspiele im Einzelnen (Woche) 1 | Heimspiele im Einzelnen (Woche) 1 | Heimspiele im Einzelnen (Woche) 1 | Heimspiele im Einzelnen (Woche) 1 | Heimspiele im Einzelnen (Woche) 1 | Heimspiele im Einzelnen (Woche) 1 | Heimspiele im Einzelnen (Woche) 1 | Heimspiele im Einzelnen (Woche) 1 | Heimspiele im Einzelnen (Woche) 1 | Heimspiele im Einzelnen (Woche) 1 | Heimspiele im Einzelnen (Woche) 1 | Heimspiele im Einzelnen (Woche) 1 | Halbfinale      | Finale |           |           |
| Team               |         | 1               | 2                                 | 3                                 | 4                                 | 5                                 | 6                                 | 7                                 | 8                                 | 9                                 | 10                                | 11                                | 12                                |                                   |                 |        |           |           |
| ------------------ | ------- | --------------- | --------------------------------- | --------------------------------- | --------------------------------- | --------------------------------- | --------------------------------- | --------------------------------- | --------------------------------- | --------------------------------- | --------------------------------- | --------------------------------- | --------------------------------- | --------------------------------- | --------------- | ------ | --------- | --------- |
| Barcelona Dragons  |         | 1.163           |                                   | 1.100                             | –                                 | 1.300                             | –                                 | –                                 | 1.254                             | –                                 | 775                               | –                                 | –                                 | 1.386                             | –               |        | –         | 22.000    |
| Berlin Thunder     | 914     | 400             | –                                 | 800                               | –                                 | 1.325                             | –                                 | –                                 | –                                 | 1.130                             | k. A. 2                           | –                                 | –                                 | –                                 |                 |        |           | 22.000    |
| Cologne Centurions | 1.167   | –               | 2.500                             | –                                 | 1.500                             | –                                 | –                                 | k. A. 2                           | –                                 | –                                 | 333                               | 333                               | –                                 | –                                 |                 |        |           | 22.000    |
| Frankfurt Galaxy   | 2.100   | –               | –                                 | 1.800                             | –                                 | 1.800                             | –                                 | 1.500                             | 2.800                             | –                                 | –                                 | –                                 | 2.700                             | 2.000                             |                 |        |           | 22.000    |
| Hamburg Sea Devils | 1.744   | 1.600           | –                                 | –                                 | 1.800                             | –                                 | –                                 | 1.638                             | –                                 | –                                 | 1.600                             | 1.625                             | –                                 | 2.200                             |                 |        |           | 22.000    |
| Leipzig Kings      | 2.073   | –               | –                                 | 2.150                             | –                                 | 2.380                             | –                                 | 1.937                             | 1.727                             | –                                 | –                                 | –                                 | 2.168                             | –                                 |                 |        |           | 22.000    |
| Panthers Wrocław   | 3.600   | 4.200           | 3.000                             | –                                 | –                                 | –                                 | 4.500                             | –                                 | –                                 | 3.000                             | –                                 | –                                 | 3.300                             | –                                 |                 |        |           | 22.000    |
| Stuttgart Surge    | 1.429   | –               | 750                               | –                                 | 1.595                             | –                                 | 1.998                             | –                                 | –                                 | 1.500                             | –                                 | –                                 | 1.300                             | –                                 |                 |        |           | 22.000    |
|                    |         |                 |                                   |                                   |                                   |                                   |                                   |                                   |                                   |                                   |                                   |                                   |                                   |                                   |                 |        |           |           |
| Schnitt            | Schnitt | 2.310           |                                   | 1.825                             | 2.083                             | 1.513                             | 1.632                             | 1.835                             | 2.584                             | 1.692                             | 1.767                             | 1.877                             | 967                               | 1.115                             | 2.367           |        | 2.100     | 22.000    |
| Summe              | Summe   | 94.704          |                                   | 7.300                             | 6.250                             | 6.050                             | 4.895                             | 5.505                             | 7.752                             | 5.075                             | 5.302                             | 5.630                             | 1.933                             | 3.344                             | 9.468           | 4.200  | 22.000    |           |

### Auszeichnungen
Am 1. Oktober 2021 wurden im RCADIA Hotel in Hamburg die ELF Honors abgehalten. Dabei wurden folgende Auszeichnungen vergeben:
| Titel                            | Name                   | Position              | Team               |
| -------------------------------- | ---------------------- | --------------------- | ------------------ |
| Man of Honor                     | Jan Weinreich          | Quarterback           | Cologne Centurions |
| Most Valuable Player             | Madre London           | Runningback           | Cologne Centurions |
| Offensive Player of the Year     | Jakeb Sullivan         | Quarterback           | Frankfurt Galaxy   |
| Defensive Player of the Year     | Kyle Kitchens          | Defensive End         | Leipzig Kings      |
| Special Teams Player of the Year | Phillip Friis Andersen | Kicker / Punter       | Hamburg Sea Devils |
| Rookie of the Year               | Louis Geyer            | Wide Receiver         | Stuttgart Surge    |
| Offensive Rookie of the Year     | Gerald Ameln           | Runningback           | Frankfurt Galaxy   |
| Defensive Rookie of the Year     | Marcel Dabo            | Cornerback            | Stuttgart Surge    |
| Coach of the Year                | Thomas Kösling         | Head Coach            | Frankfurt Galaxy   |
| Assistant Coach of the Year      | Kendral Ellison        | Defensive Coordinator | Hamburg Sea Devils |

## Übertragungen
Fernsehpartner der Liga waren ProSieben MAXX, ran.de und More Than Sports TV in Deutschland, Esport3 in Katalonien, LIVENow im Vereinigten Königreich, Italien, Frankreich, Spanien, Belgien, den Niederlanden, Luxemburg, den USA und Lateinamerika sowie Samsung TV Plus. Dazu waren alle Spiele über den ELF Game Pass live und zeitversetzt verfügbar.

### Deutschland
Als Fernsehpartner der Liga fungierte in Deutschland der Sender ProSieben MAXX, der mit dem Sport-Sendeformat ran jeden Sonntag um 15:00 Uhr das jeweilige Topspiel der Woche im Free-TV präsentierte. Darüber hinaus wurde über den Online-Auftritt ran.de ein weiteres Spiel pro Woche im Livestream übertragen. In Deutschland wurden die Spiele außerdem auf More Than Sports TV und Samsung TV Plus gesendet.
Die folgende Tabelle listet alle auf ProSieben MAXX übertragenen Topspiele auf. Wenn möglich, werden zudem die Einschaltquoten angegeben. Die Einschaltquoten beziehen sich lediglich auf die TV-Zuschauer und bezieht diejenigen, die die Spiele im Livestream verfolgen, nicht mit ein. Ran-Sportchef Alexander Rösner ging im Vorfeld der Saison davon aus, dass „wir auf Senderschnitt landen werden. Und wenn das nicht direkt bei den ersten Spielen so sein sollte, dann wird es ab dem Halbfinale in diese Richtung gehen. Da mache ich mir keine Sorgen.“ Bei der ersten übertragenen Begegnung zwischen den Hamburg Sea Devils und der Frankfurt Galaxy erreichte der Sender in der Spitze etwa 140.000 Zuschauer, was einem Marktanteil von 2,6 % entsprach und deutlich über dem Senderschnitt lag. Am fünften Spieltag erreichte ProSieben Maxx einen Marktanteil von 3,8 % in der Gruppe der 14- bis 49-Jährigen, was an diesem Tag erneut einem Durchschnitt von 110.000 Zuschauern entsprach.
| Woche | Datum         | Begegnung                                       | Sender         | Einschaltquote    | Einschaltquote    |
| Woche | Datum         | Begegnung                                       | Sender         | Durchschnitt      | Höchstwert        |
| ----- | ------------- | ----------------------------------------------- | -------------- | ----------------- | ----------------- |
| 1.    | 20. Juni      | Hamburg Sea Devils – Frankfurt Galaxy           | ProSieben MAXX | 110.000 Zuschauer | 140.000 Zuschauer |
| 2.    | 27. Juni      | Cologne Centurions – Barcelona Dragons          | ProSieben MAXX |                   | 110.000 Zuschauer |
| 3.    | 04. Juli      | Frankfurt Galaxy – Panthers Wrocław             | ProSieben MAXX |                   |                   |
| 4.    | 11. Juli      | Stuttgart Surge – Leipzig Kings                 | ProSieben MAXX |                   | 120.000 Zuschauer |
| 5.    | 18. Juli      | Berlin Thunder – Panthers Wrocław               | ProSieben MAXX | 110.000 Zuschauer |                   |
| 6.    | 25. Juli      | Stuttgart Surge – Cologne Centurions            | ProSieben MAXX | 078.000 Zuschauer |                   |
| 7.    | 01. August    | Leipzig Kings – Berlin Thunder                  | ProSieben MAXX | 120.000 Zuschauer |                   |
| 8.    | 08. August    | Frankfurt Galaxy – Hamburg Sea Devils           | ProSieben MAXX |                   |                   |
| 9.    | 15. August    | Panthers Wrocław – Frankfurt Galaxy             | ProSieben MAXX |                   |                   |
| 10.   | 22. August    | Hamburg Sea Devils – Panthers Wrocław           | ProSieben MAXX | 120.000 Zuschauer |                   |
| HF    | 29. August    | Hamburg Sea Devils – Leipzig Kings              | ProSieben MAXX |                   | 190.000 Zuschauer |
| HF    | 5. September  | Leipzig Kings – Panthers Wrocław                | ProSieben MAXX |                   | 100.000 Zuschauer |
| CG    | 26. September | ELF Bowl: Frankfurt Galaxy – Hamburg Sea Devils | ProSieben MAXX |                   | 370.000 Zuschauer |